# Pro Evolution Soccer (computerspel)
Pro Evolution Soccer (ook wel bekend als World Soccer: Winning Eleven 5) is een voetbalsimulatiespel dat werd ontwikkeld en uitgegeven door Konami. Het spel kwam in 2001 uit voor de PlayStation en was de eerste uit de serie Pro Evolution Soccer. Een jaar later volgde een release voor de PlayStation 2. Er zijn 50 locaties en 16 internationale topclubs (zoals Manchester United en AC Milan), waarmee gespeeld kan worden. Het spel heeft vijf moeilijkheidsgraden en is voorzien van verschillende weercondities. Bij het spel kan een losse wedstrijd, een heel seizoen of bekertoernooi gespeeld worden. Ook kent het spel een trainingsmodus. Daarnaast is het mogelijk zelf spelers te ontwerpen met verschillende fysieke en mentale aspecten.

## Ontvangst
| Beoordeeld door    | Jaar | Platform      | Score |
| ------------------ | ---- | ------------- | ----- |
| GameSpot UK        | 2001 | PlayStation 2 | 93%   |
| Gamesmania         | 2001 | PlayStation 2 | 93%   |
| 4Players.de        | 2001 | PlayStation 2 | 91%   |
| Eurogamer.net (UK) | 2001 | PlayStation 2 | 90%   |
| Jeuxvideo.com      | 2001 | PlayStation 2 | 90%   |
| Gamekult           | 2001 | PlayStation 2 | 90%   |
| neXGam             | 2007 | PlayStation   | 85%   |
| Super Play         | 2001 | PlayStation 2 | 80%   |
| Meristation        | 2002 | PlayStation   | 80%   |
| Jeuxvideo.com      | 2002 | PlayStation   | 80%   |